# Marzena Wojdecka
Marzena Wojdecka (née le 3 mars 1963 à Model) est une athlète polonaise spécialiste du 400 mètres. 

## Biographie

### Palmarès
| Date | Compétition                    | Lieu      | Résultat | Épreuve   | Performance   |
| ---- | ------------------------------ | --------- | -------- | --------- | ------------- |
| 1986 | Championnats d'Europe          | Stuttgart | 3e       | 4 × 400 m | 3 min 24 s 65 |
| 1987 | Championnats d'Europe en salle | Liévin    | 6e       | 400 m     | 52 s 97       |

### Records
| Épreuve    | Performance | Lieu      | Date         |
| ---------- | ----------- | --------- | ------------ |
| 400 mètres | 51 s 44     | Grudziądz | 28 juin 1986 |